# Herdmania mauritiana
Herdmania mauritiana is een zakpijpensoort uit de familie van de Pyuridae. De wetenschappelijke naam van de soort is voor het eerst geldig gepubliceerd in 1884 door Drasche.